# Гюстав Курбе
Жан-Дезіре́-Гюста́в Курбе́, часом Ґюстав Курбе (фр. Gustave Courbet; 1819—1877) — французький живописець, скульптор, графік.

## Ранні роки
Народився 10 червня 1819 року в невеличкому містечку Орнані (Франція), неподалік від кордону зі Швейцарією, у родині заможного фермера. З дитинства був закоханий у рідну місцевість, що залишило слід у його творчості.
У 1831 році вступив до місцевої школи, де заробив славу галасливого учня та пустуна. Цікавість до малювання народилася в хлопцеві саме завдяки одному зі шкільних вчителів, якого називали «татусь» Бод.

## Переїзд до Парижа
У 1837 році Гюстав вступив до Королівського коледжу в Безансоні. Там вчив право, але водночас відвідував місцеву Художню академію (художню школу). У 1839 році юнак поїхав до Парижу, де його вчителем став художник Стобен. Також відвідував музеї, де старанно копіював роботи — від старих іспанських та голландських митців до Теодора Жеріко та Ежена Делакруа. Пізніше Курбе називав себе самоуком, не зважаючи на те, що отримав лише початкову художню освіту.
Курбе прагнув досягнути визнання своїми роботами. У той час це означало, що вони повинні були виставлятися в Салоні. Для цього Курбе створює низку робіт: пейзажі, портрети, жанрові сценки та навіть роботи на релігійну тематику. Однак до Салону потрапляють лише три його картини, із яких лише одна була стримано оцінена критиками («Автопортрет із чорним собакою»).
У 1846 році голландський торговець предметами мистецтва купив кілька робіт Курбе та пообіцяв нові замовлення, коли той буде в Голландії. Ця подія поклала початок вивозу картин Курбе за кордони Франції.
Гюстав Курбе проводив час у богемній компанії молодих художників, жінок та поетів, серед яких були Шарль Бодлер, П'єр Жозеф Прудон. Компанія зазвичай збиралася в пивній поблизу майстерні художника та отримала назву «Храм реалізму», оскільки саме там товариші розмовляли про створення «нової» реалістичної школи як протиставлення і антипод помертвілим академізму та пізньому класицизму.

## Брутальні гарноти Курбе

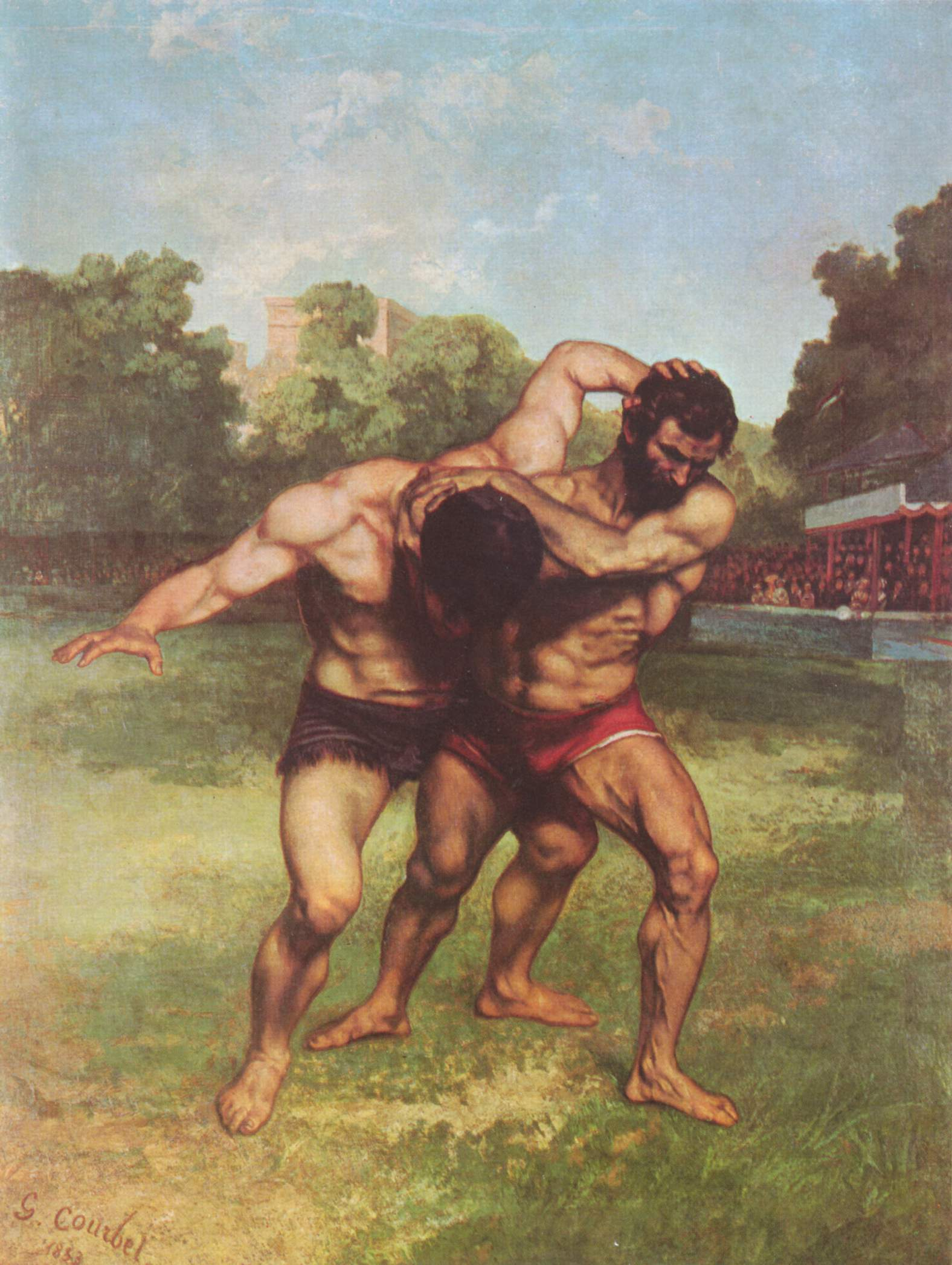
Борці, 1853 р.
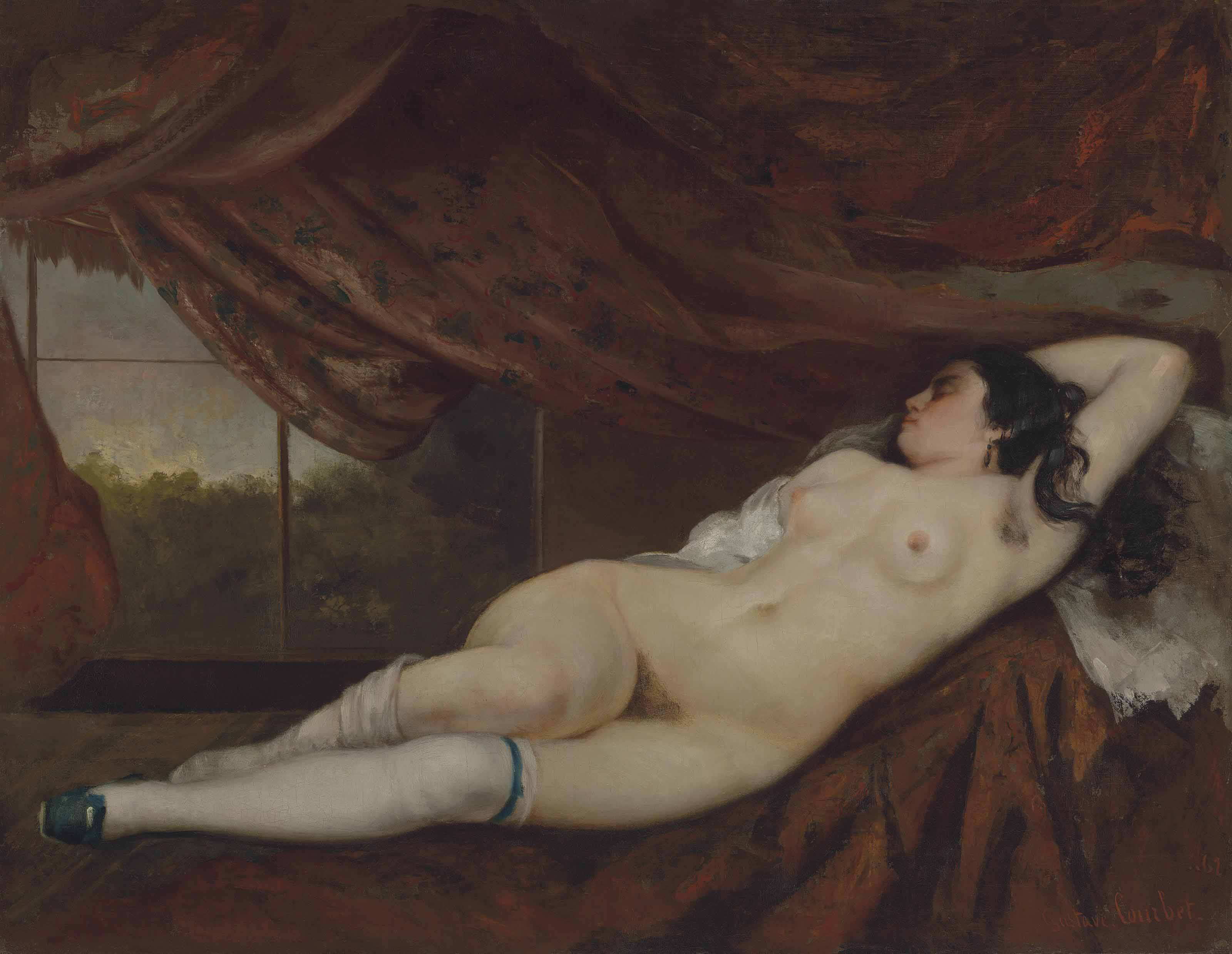
Оголена жінка, 1862 р.
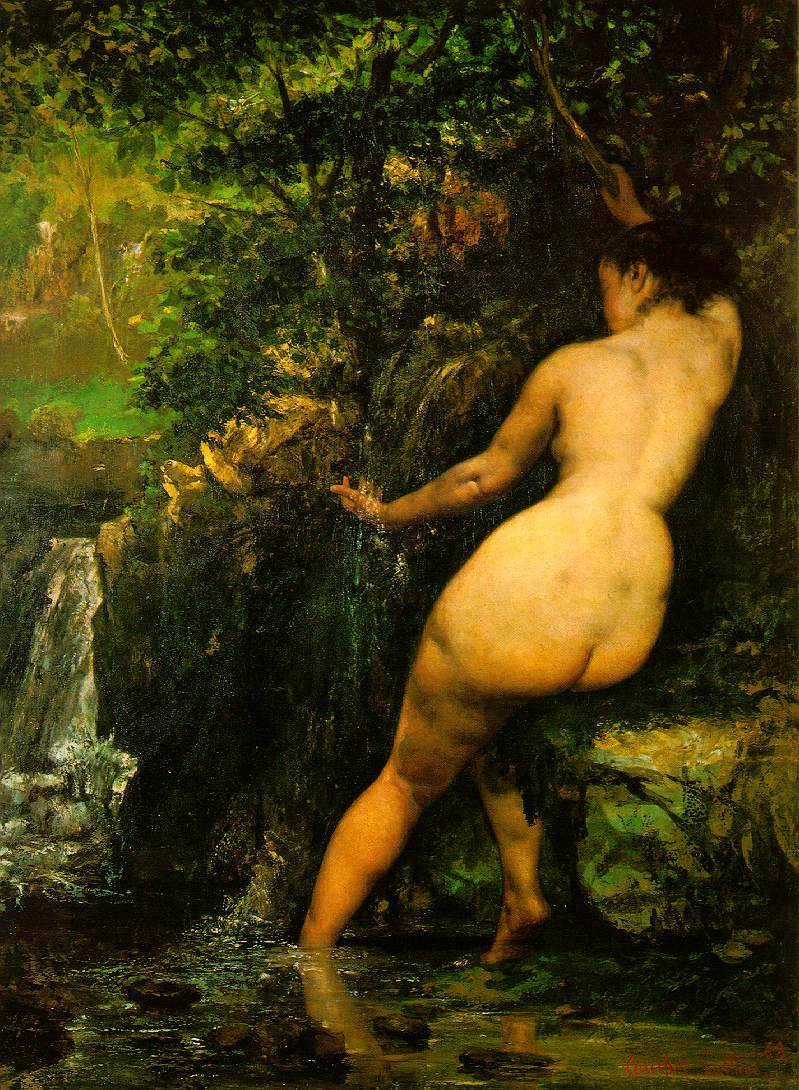
Біля джерела, 1868 р.
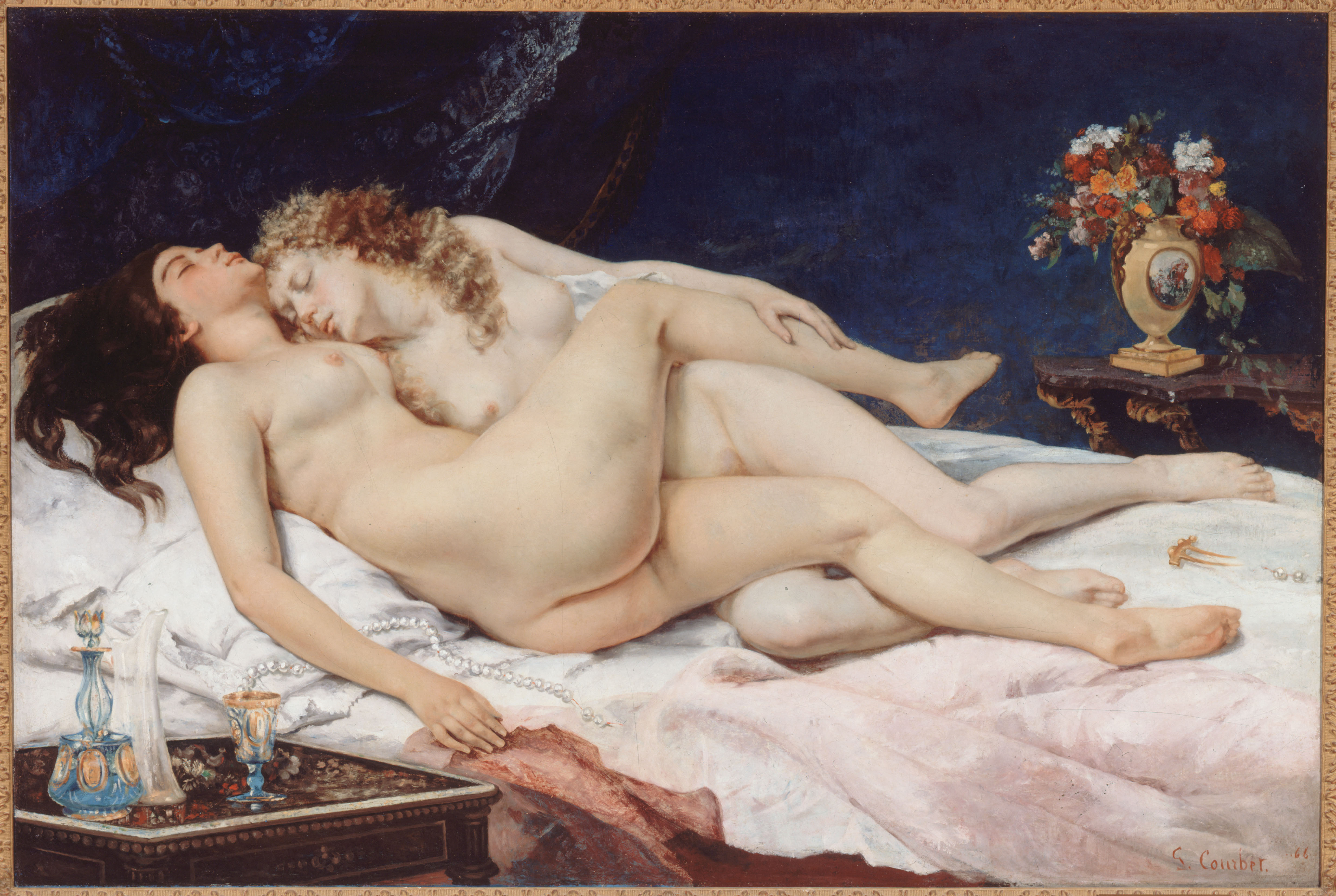
Сон (жіноча любов), 1866 р.
Походження світу, 1866 р.

## Анімаліст Курбе

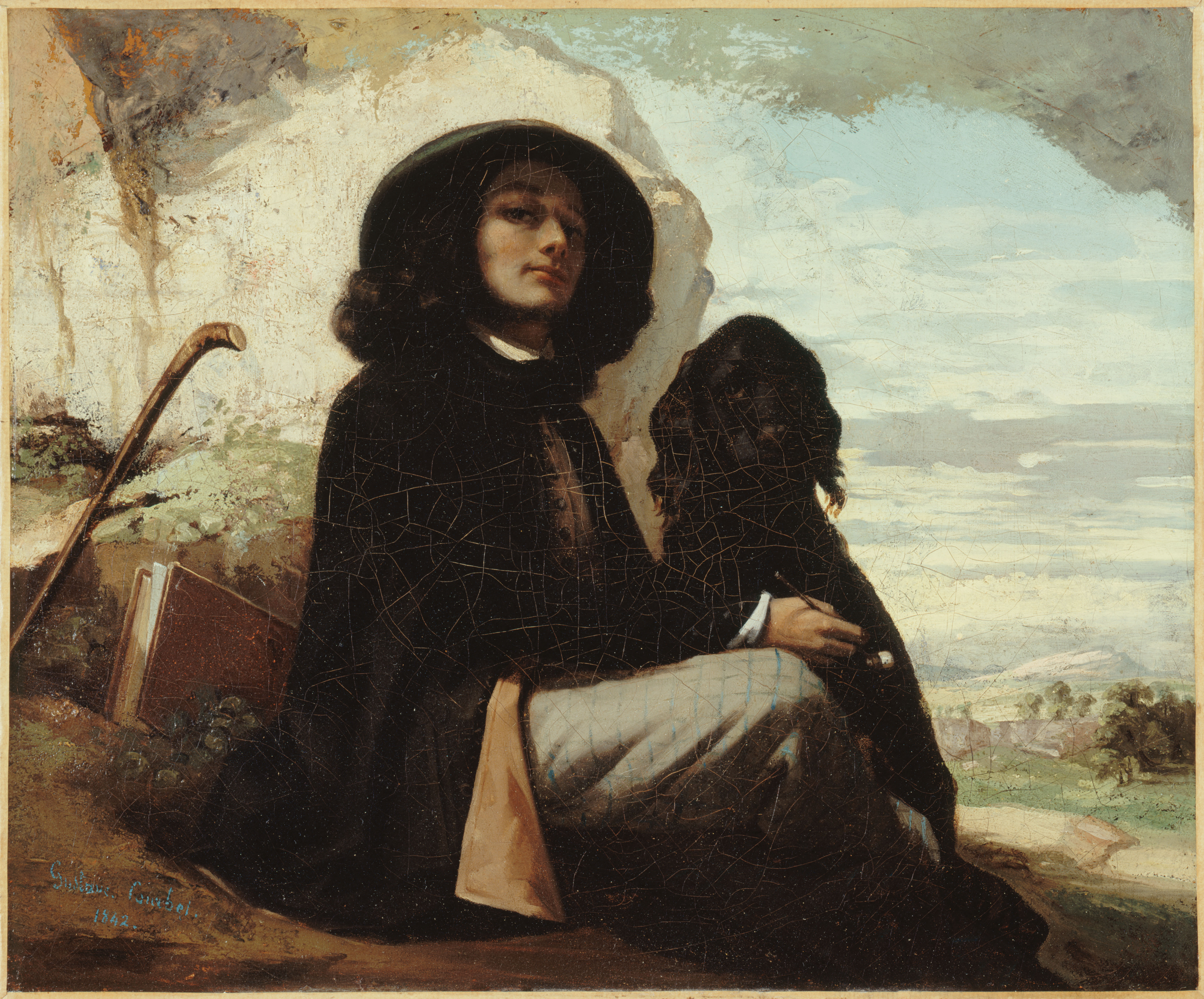
Автопортрет з чорним собакою, 1842 р.
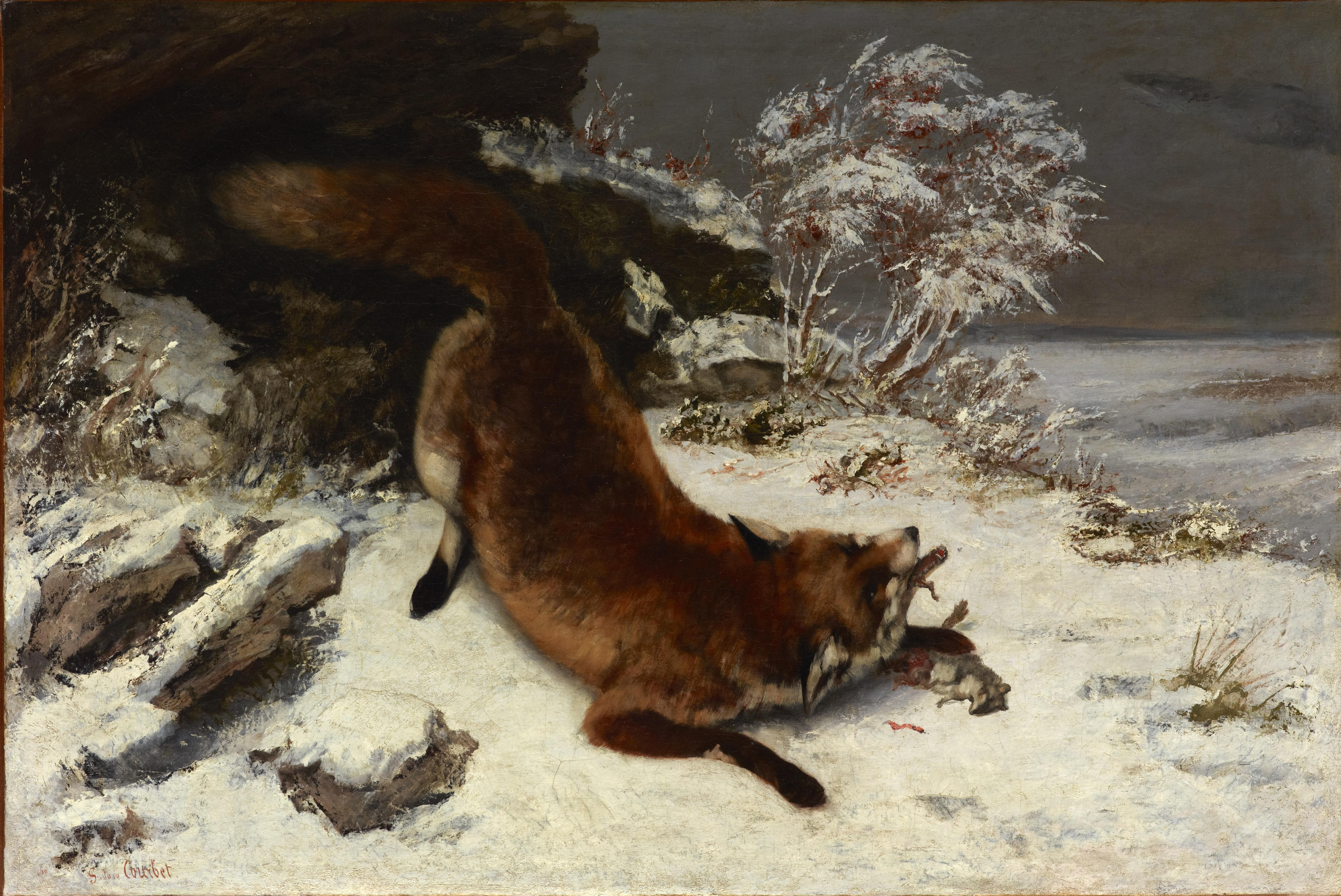
Лисиця на снігу, 1860 р.
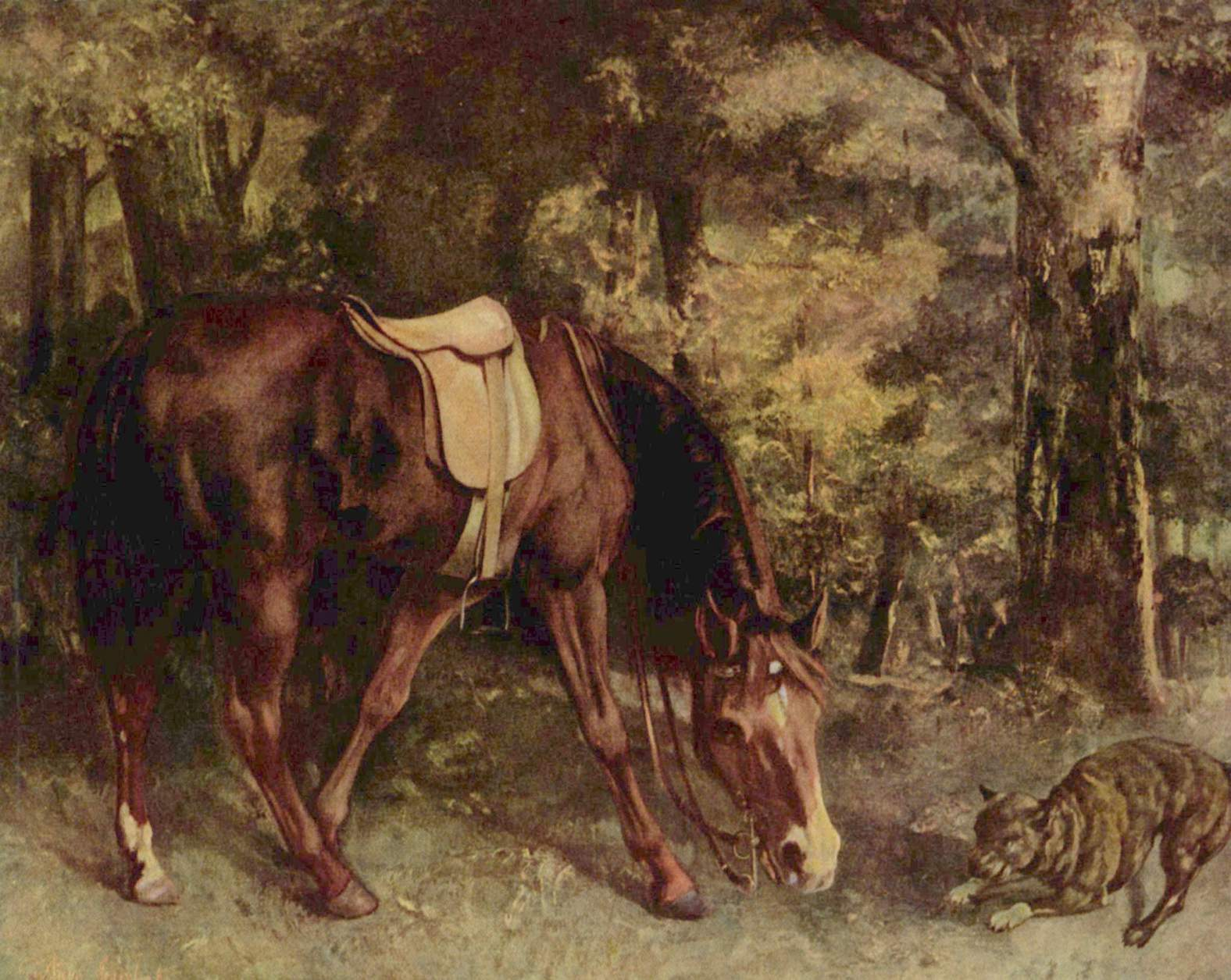
Кінь і собака, 1863 р.
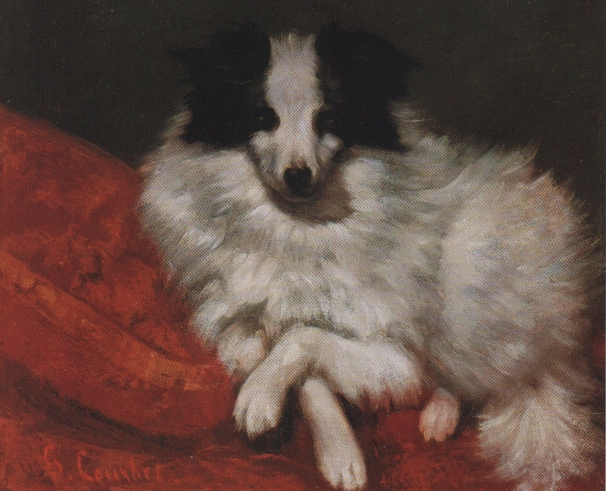
Песик на ліжку, 1855 р.

## Невдале одруження
У 1847 році художник одружився з Віржині Біне. Про неї відомо лише те, що вона була старша від Гюстава на 11 років та ймовірно позувала для його картини «Закохані на природі». Народила Курбе сина, який помер молодим у 1872 році. Союз Біне та Курбе розпався у 1855 році.
Після революції 1848 року відбіркову комісію Салону скасували. Курбе скористувався цим, виставив в Салоні десять своїх робіт. Про художника заговорили. Через рік його картина «Післяобідній відпочинок в Орнані» отримала золоту медаль та була придбана владою для музею в місті Лілль.
Однак в житті художника мало що змінилося, оскільки саме в цей час він в своїх роботах схиляється до реалізму, що викликає обурення критиків та інтерес карикатуристів. Реалізм вважався небезпечним ще й тому, що відповідав духу соціалістів. Більше того, в одному з інтерв'ю, Курбе стверджував що він не тільки соціаліст, а й демократ і республіканець — «іншими словами, я революціонер до мозку кісток». А через рік в країні запанувала Друга імперія, що не пробачала ні таких слів, ні таких принципів.

## Павільйон реалізму
У 1855 році його роботи не прийняли на Всесвітню виставку. У відповідь на це художник створив власну виставку робіт, що отримала назву «Павільйон реалізму». Проте публіка не підтримала цього, і Курбе ледь окупив витрати. У 1856 році художник вирушив до Бельгії, де, за власними словами, «жив як принц». Пізніше також був схвально прийнятий в Німеччині. Картини Курбе виставляються в Лондоні, Антверпені, Гаазі, Амстердамі та Брюсселі.
Тріумфальним для нього був 1869 рік, коли Курбе отримав золоту медаль від бельгійського короля Леопольда ІІ та орден святого Михайла від баварського короля Людовіка ІІ.
У Франції в той час його роботи успішно виставляються в Салоні, проте влада відмовляється їх купувати. Після цього Курбе перейшов до відкритої конфронтації. Він надав комісії роботу «Повернення кюре з конференції», де були зображені п'яні священнослужителі, яка не могла не викликати обурення. Курбе писав другові: «Якщо ця картина викликала таке невдоволення, я можу вважати, що досяг своєї мети…Хай відбудеться Революція».

## Підтримка Паризької Комуни
У 1870 році Курбе підтримував Паризьку комуну, яку уряд розгромив наступного року. Курбе було заарештовано. Аби зломити старого художника і збанкрутіти його, уряд наклав на нього штраф за зруйнований монумент під час Коммуни.

## Переслідування і смерть
Курбе мав шестимісячне ув'язнення. Аби уникнути ганьби і переслідувань — рятуючись, втік у сусідню Швейцарію, де оселився містечку Тур-де-Пельц, неподалік від кордону.
Судова справа щодо зруйнування Вандомської колони тривала до 1877 року. Тоді за рішенням суду художник мав сплатити штраф у 323 000 франків, а картини майстра були конфісковані та продані на публічному аукціоні. Старий художник сильно пиячив і хворів на алкогольний цирроз печінки. Він помер 31 грудня 1877 року.
На століття від дня народження митця домовину з його тілом було перевезено на батьківщину, до міста Орнана.

## Видатні картини

### «Майстерня художника»
Це гігантське полотно Курбе зробив центральним на своєму «Павільйоні реалізму», яке він влаштував в противагу офіційній Всесвітній виставці в 1855 році. Друга назва цієї картини — «Реальна алегорія, що характеризує семирічний період мого творчого життя». Таким чином, її можна вважати саморекламою художника.
У центрі картини ми бачимо самого Курбе, що малює пейзаж. За його працею спостерігають оголена натурниця і хлопчик. Фігури, що розташовані справа, за словами самого Курбе, «люди, що розділяють мої ідеї; вони гідні життя». Серед них — Шамфлері, Брюя, Прудон і Бодлер. Фігури зліва — ті, що гідні смерті: «це страждання, убозтво, розкіш, ті, кого експлуатуються та ті, що експлуатують». Не зважаючи на пояснення самого автора, у цій картині є таємниці. Курбе дещо навмисно недоговорював: «Нехай буде щасливим той, хто розгадає цю загадку!»
Поет Бодлер зображений на картині зі своєю коханкою, жінкою в білому по краях. На цій ділянці полотна гарно помітна можливість художника майстерно зображати різні фактури тканини. Шаль жінки написана вінзорською червоною фарбою, що затемнена алізариновим краплаком. Для відтворення інших деталей використовувалися палена сієна, палена умбра, палена вохра, титанові білила, чорна фарба.

### «Добридень, пане Курбе»

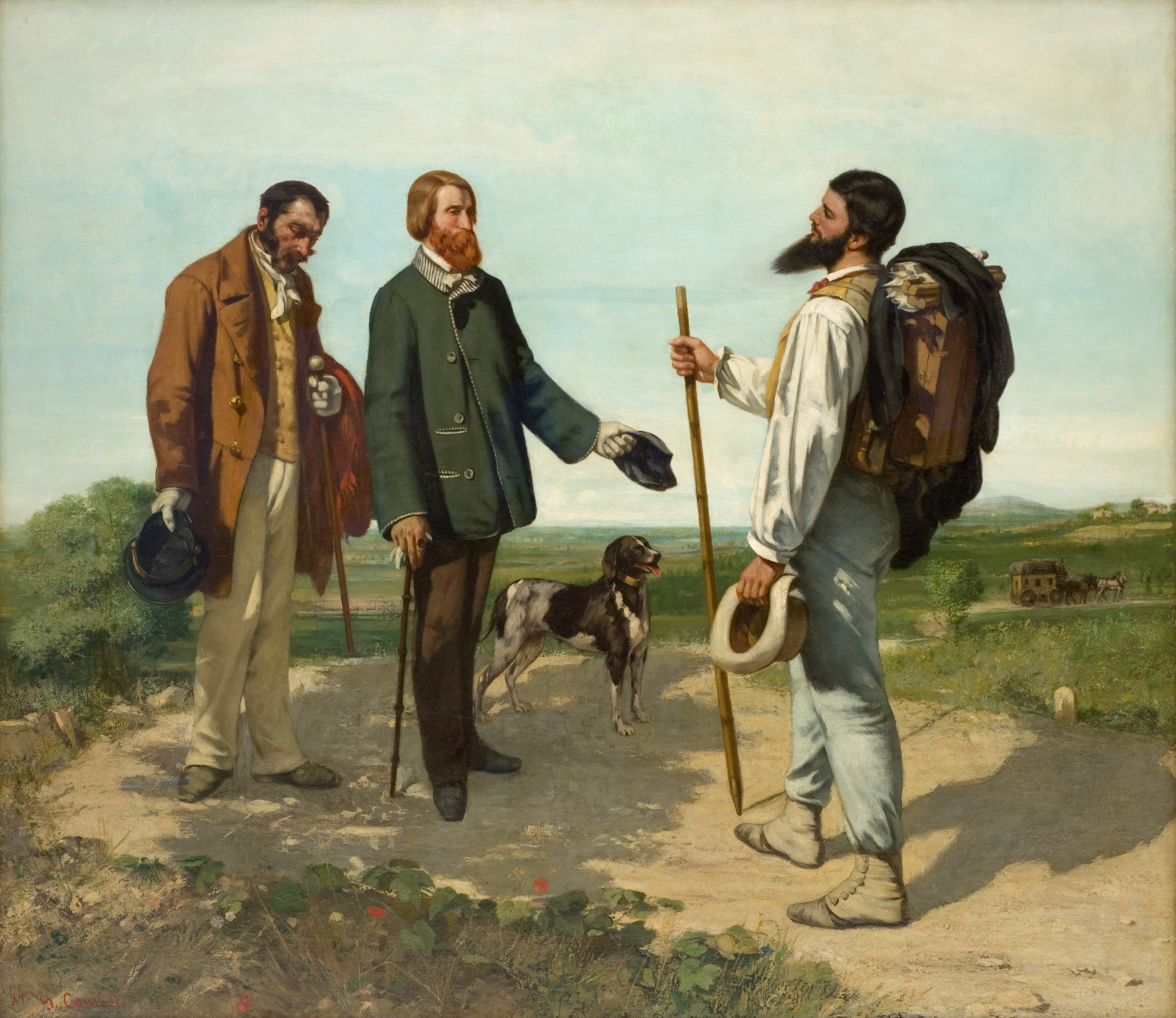
Добридень, пане Курбе! (1854) 129 к 154 см Музей Фабра, Монпельє

Із травня по вересень 1854 року Гюстав Курбе мешкав у Монпельє, у свого друга, мецената Альфреда Брюя. Ця знаменита картина змальовує їх зустріч на приміській дорозі. Курбе тільки що вийшов з карети. За плечима в нього дорожня торба. Брюя супроводжують його камердинер та пес.
Перебування у Брюя було важливим для Курбе. Він відхилив замовлення для Всесвітньої виставки для того, щоб влаштувати власну. І для цього йому потрібна була підтримка Брюя. Вони повинні були разом орендувати площу поруч із територією Виставки, де представлялися б картини Курбе разом із роботами із колекції Брюя. Спочатку Брюя погодився із таким задумом, але врешті-решт, прийшов до висновку, що не варто конфронтувати із владою.
Соціалістичні погляди не завадили Курбе зобразити шанобливого камердинера без тіні іронії. Він написаний так, ніби вважає себе не гідним бути присутнім при такій зустрічі.
Курбе та Брюя були масонами, про що свідчать жести, із якими вони вітають один одного. Білі рукавички також були обов'язковим елементом одягу масона.
Голова Курбе високо піднята, обличчя виражає щиру радість. Так само природно тримає себе Брюя.
Борода Курбе, що стирчить, стала головною деталлю цієї картини для карикатуристів.

### «Віяльниці»

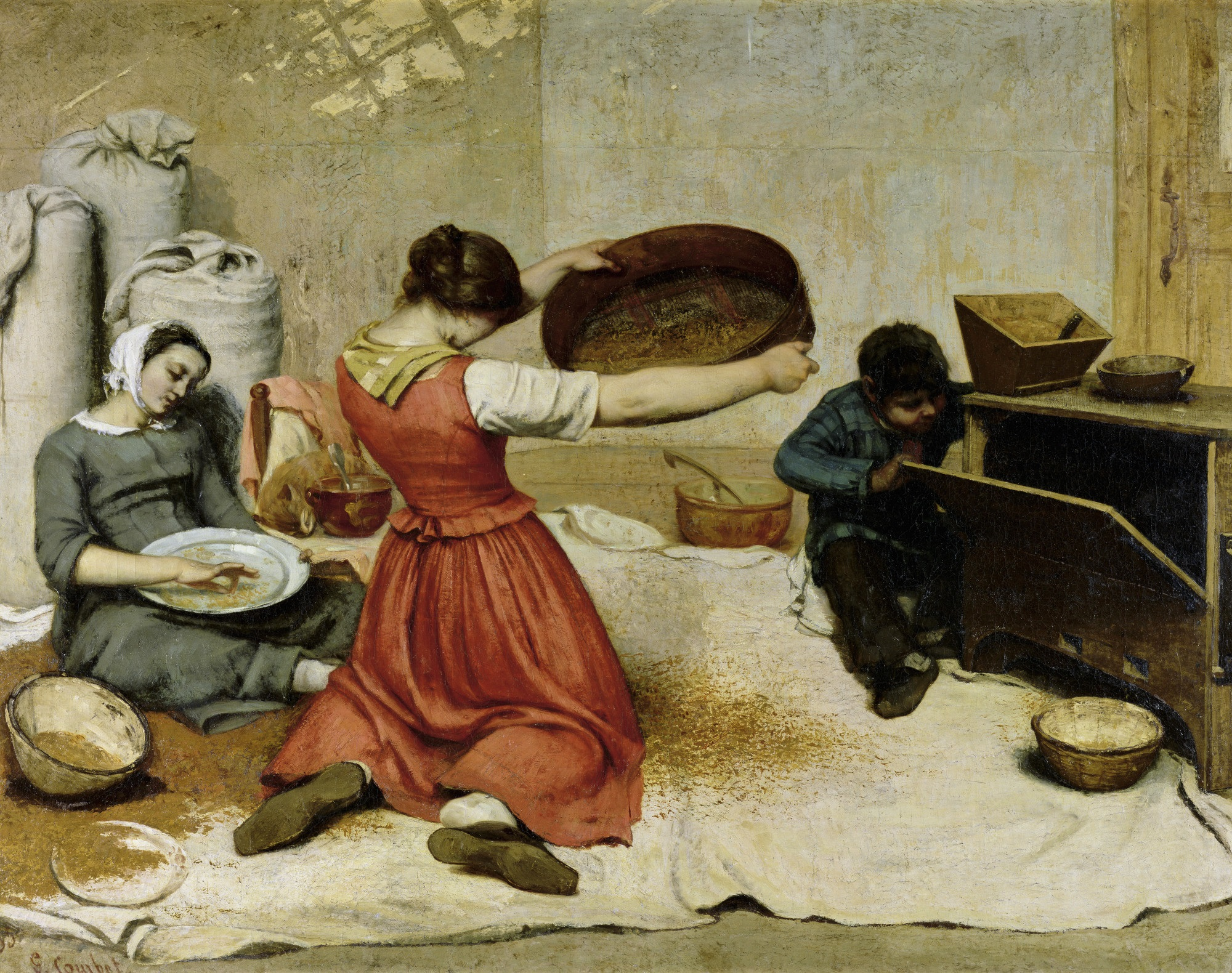
Віяльниці (1855) 131 х 167 см Музей, Нант

Картина «Віяльниці» відноситься до серії робіт про селян Орнана, що написав Курбе у 50-роках XIX століття. Проте вона відрізняється від інших картин цього періоду: селянки, що зайняті працею, не виглядають втомленими. Таким чином, картина написана не на соціальну тематику, є майже пастораллю, що зображає легке, світле життя вдалині від великого міста.
Для фігури дівчини із ситом позувала сестра художника, Зоя Курбе. Імовірно, фігура другої селянки — інша сестра художника Жульєтта, а хлопчик — син художника, Дезіре Віне. Можливо, саме це пояснює ліричність картини.
На задньому плані зображено кішку, що спить, затишно звернувшись у клубок.
До дверей приклеєно дешеву літографію, що також підкреслює безпосередність ситуації. Самі двері привертають увагу до перспективи, у якій оригінально вирішена композиція. Здається, що кімната заблокована скринею, а художник дивиться на двері зліва.
Скрині використовуються в сільських будинках для зберігання зерна і борошна. Хлопчик заглядає в скриню для того, щоб дізнатися, як працюють його дверцята.
Картина була сприйнята здебільшого прихильно, проте деяким критикам не подобалося те, як неохайно виглядають селянки та те, як зображені ступні віяльниці.

### «Купальниці»

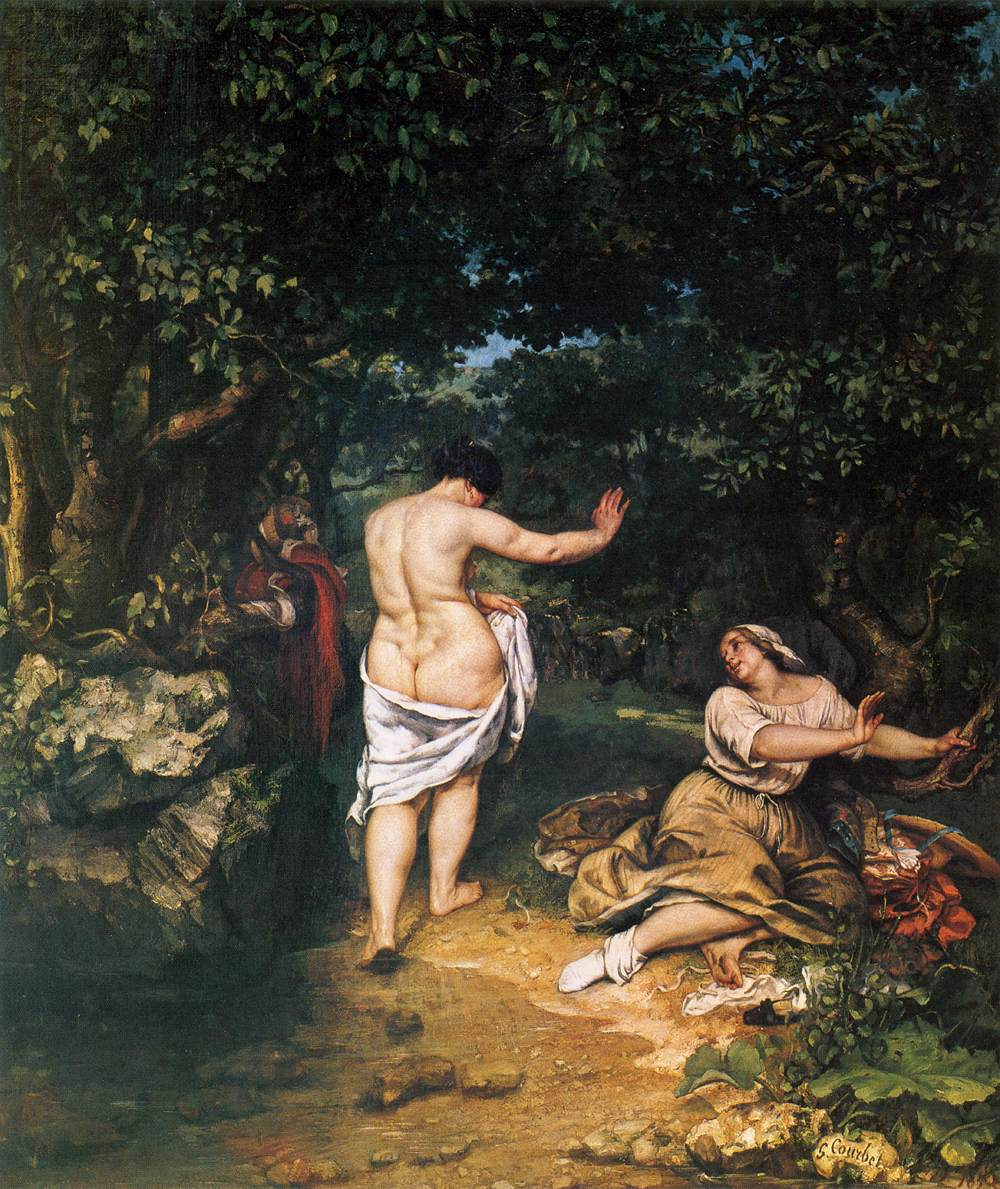
Купальниці (1853) 227 х 193 см Музей Фабра, Монпельє

Ця картина, що вперше була виставлена в Салоні 1853 року, викликала обурення. Наприклад, імператриця Франції сказала, що тіло оголеної жінки виглядає, як конячий круп, а Наполеон ІІІ вдарив полотно своїм хлистом. Картина порушувала одразу декілька правил «гарного тону». В першу чергу, тіло жінки зображено занадто реалістично. В салоні оголена натура сприймалася лише при зображенні міфологічних богів. Один з критиків говорив, що при погляді на таку жіночу фігуру, у самого крокодила пропав би апетит.
У Салоні подібні картини повинні були бути мотивованими сюжетом. Поза оголеної жінки нагадала критикам позу Марії Магдалини ("Не торкайся мене"). Проте сама думка, що Марія Магдалина оголеною зустрічає Христа, що воскрес, була неприйнятною. Отже, картина не мала сюжету. Простягнуті руки жінки обіцяли глядачам сюжет, тому вони йшли з виставки обманутими.
По-друге, критики були обурені не зовсім чистою накидкою жінки та відверто брудними ногами жінки, що сидить.
Не зважаючи на таку критику, захоплення викликала майстерність художника, із яким він зобразив пейзаж, а також ділянка полотна, що нагадує натюрморт, на якій зображено одежу жінки, що зав'язана у вузол.

### «Поховання в Орнані»
Курбе почав малювати цю картину на мансарді свого будинку в Орнані. Робота художника викликала переполох місцевих жителів, тому що деякі з них могли впізнати себе на ній, від мера, судді, до друзів художника. Проте цей переполох не міг зрівнятися з тим, що здійнявся після того, як картину було виставлено в Салоні.
Критики сходилися на тому, що вже сам розмір картини недоречний, оскільки похорони простого селянина не можуть привертати стільки уваги. Один з них писав: «Похорони селянина можуть мене зворушити… Проте не варто настільки локалізувати цю подію».
Для створення сюжету художник використовував середньовічний традиційний сюжет Танок Смерті. Та на відміну від середньовічних робіт, Курбе не зобразив на обличчях присутніх людей смутку. Червоні обличчя церковних сторожових свідчать про те, що вони знаходяться у нетверезому стані.
По краях композиції зображені два діда художника, що на той момент вже були мертвими.
За католицькою традицією, на похоронах жінки йдуть окремо з чоловіками. Серед жінок можна побачити матір Курбе та трьох його сестер.
Проте реалісти вважали інакше: саме така локалізація була необхідна для зображення похорон. Курбе намалював сучасний йому образ, із сучасними йому людьми, подіями. Тим паче, Курбе намагався показати на своїй картині саме процес поховання людини, а не його зажиттєві здобутки або статус після смерті (як це робилося раніше).

## Галерея

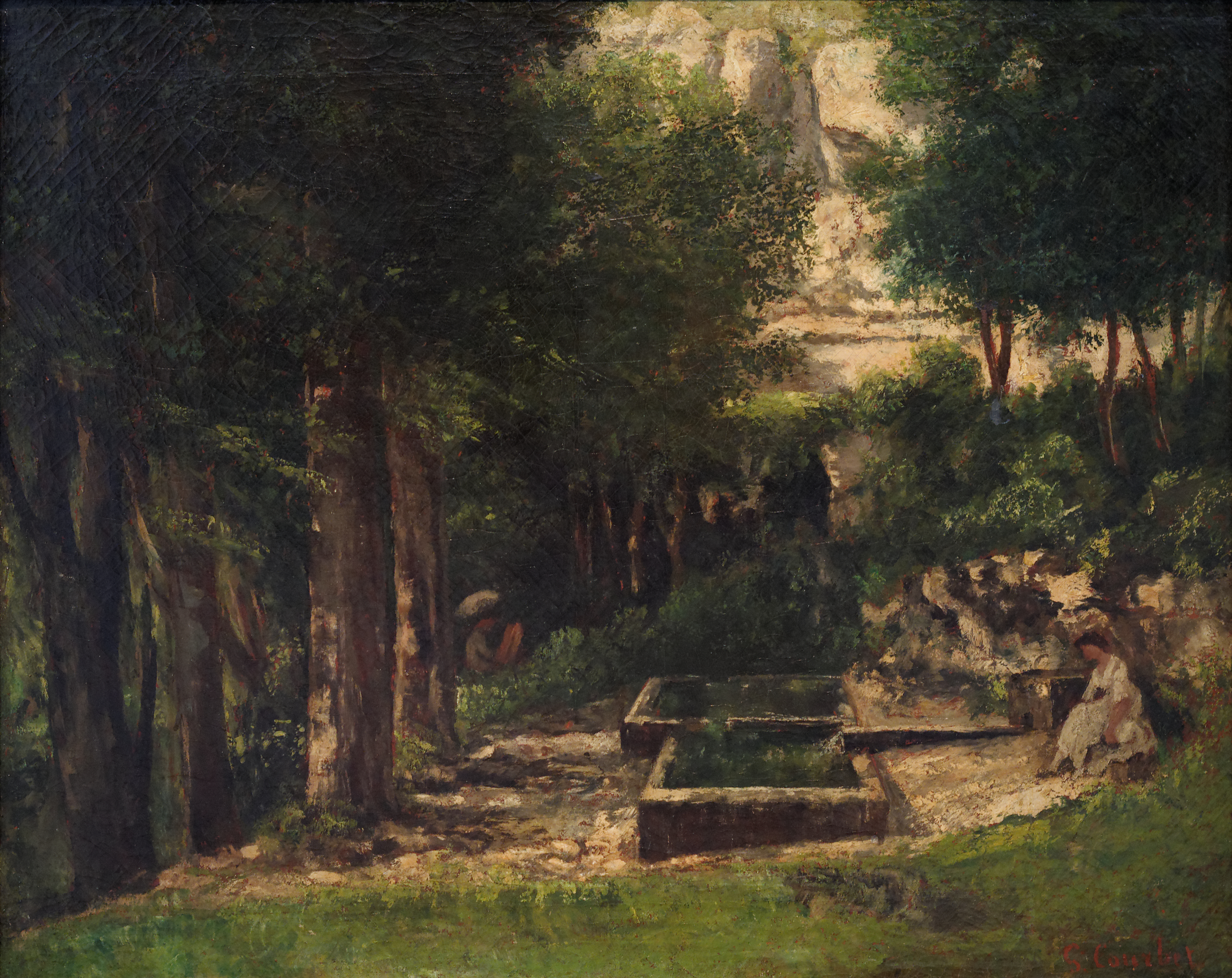
Джерело
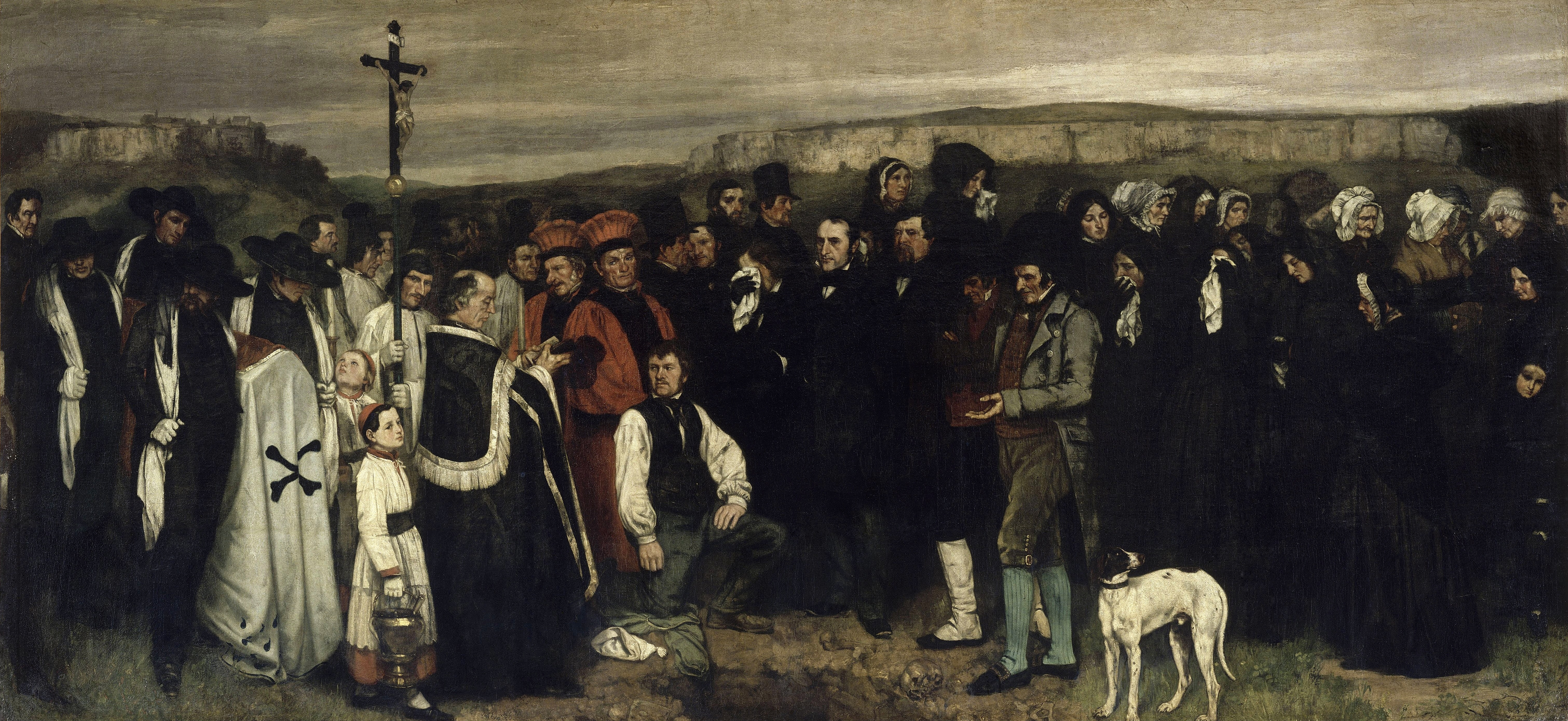
«Поховання в Орнані» (1849–1850) 315 х 668 см, Музей д'Орсе, Париж
Майстерня художника (1855) 361 х 598 см Музей д'Орсе, Париж
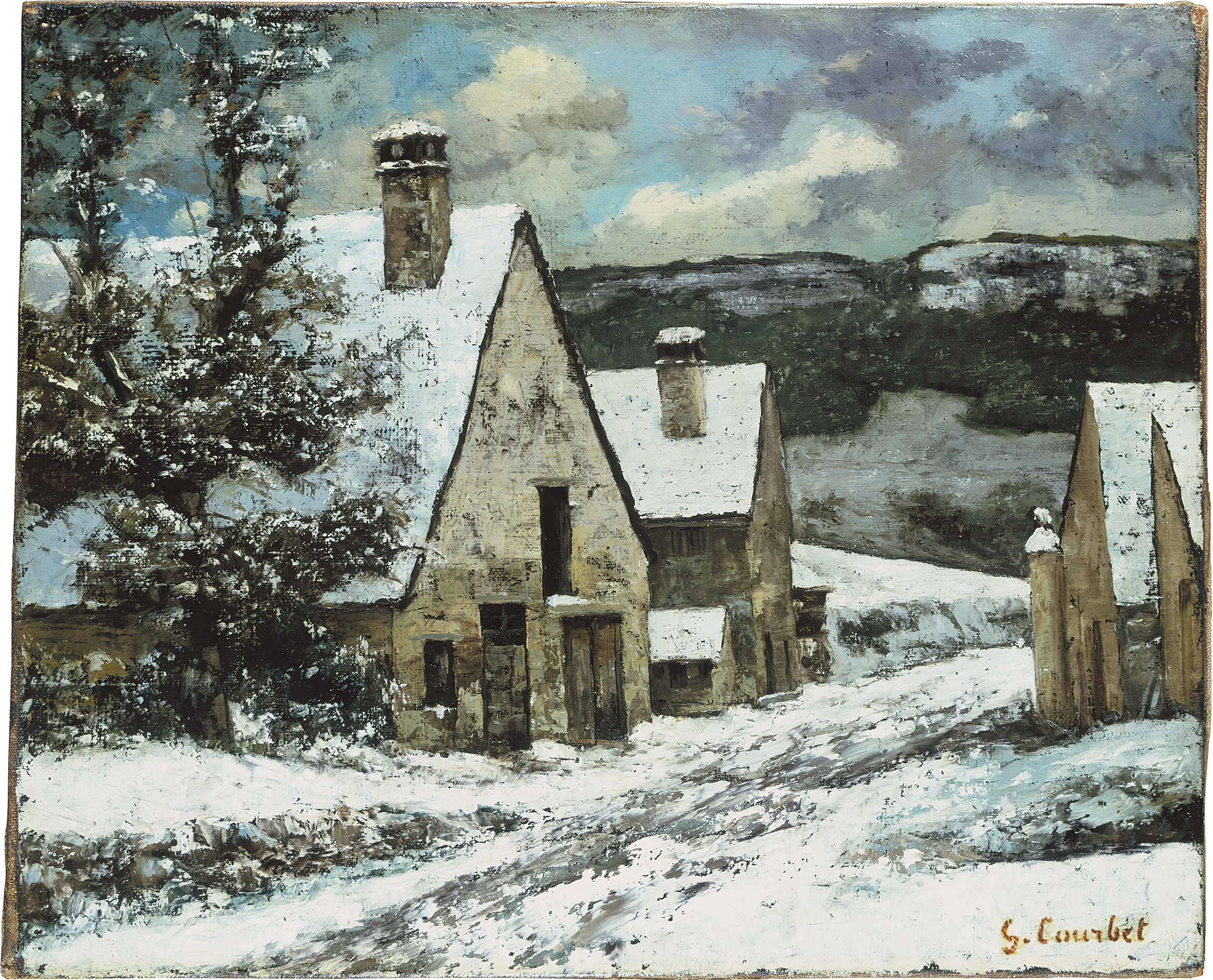
Околиця села взимку
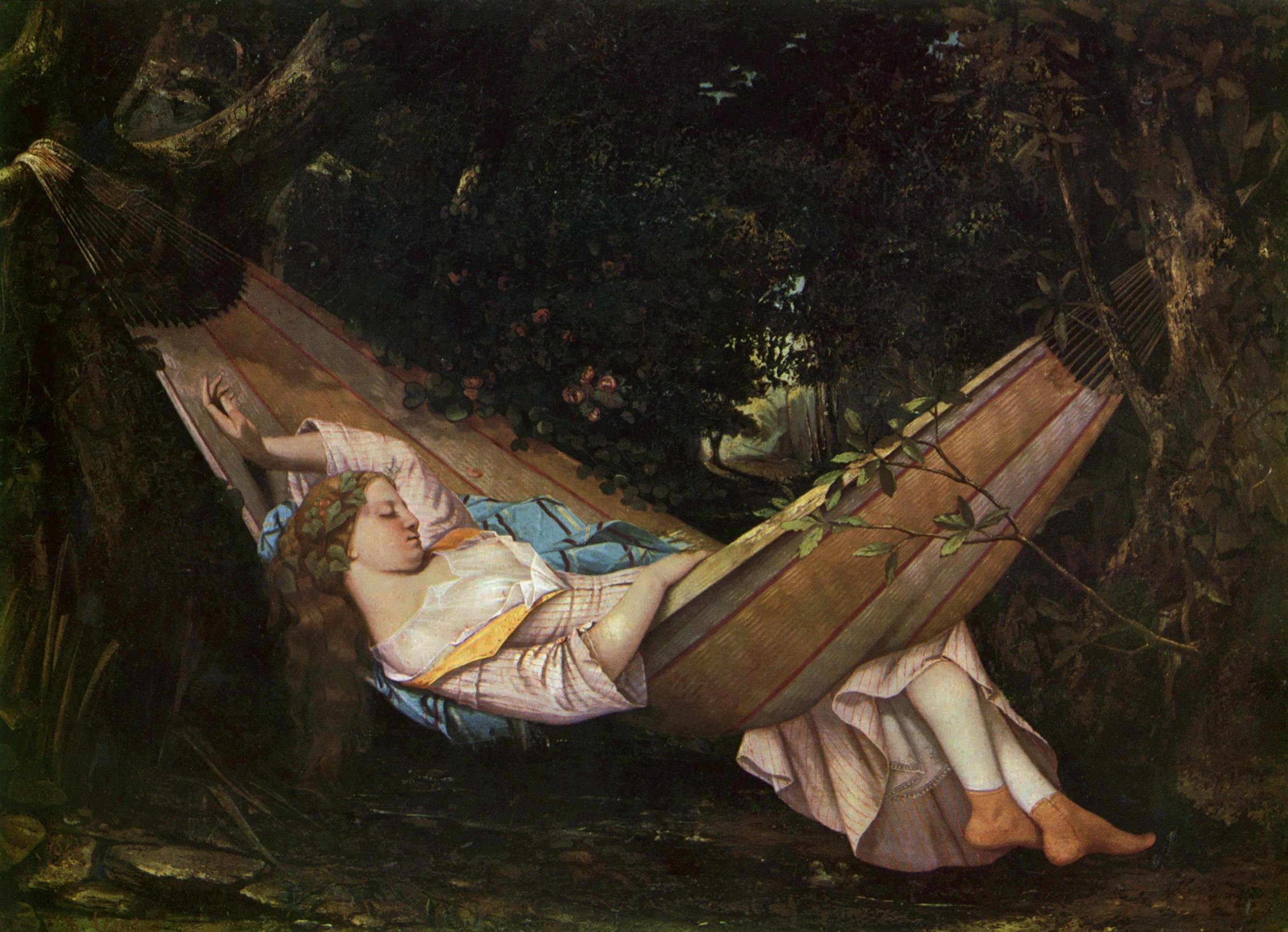
Гамак
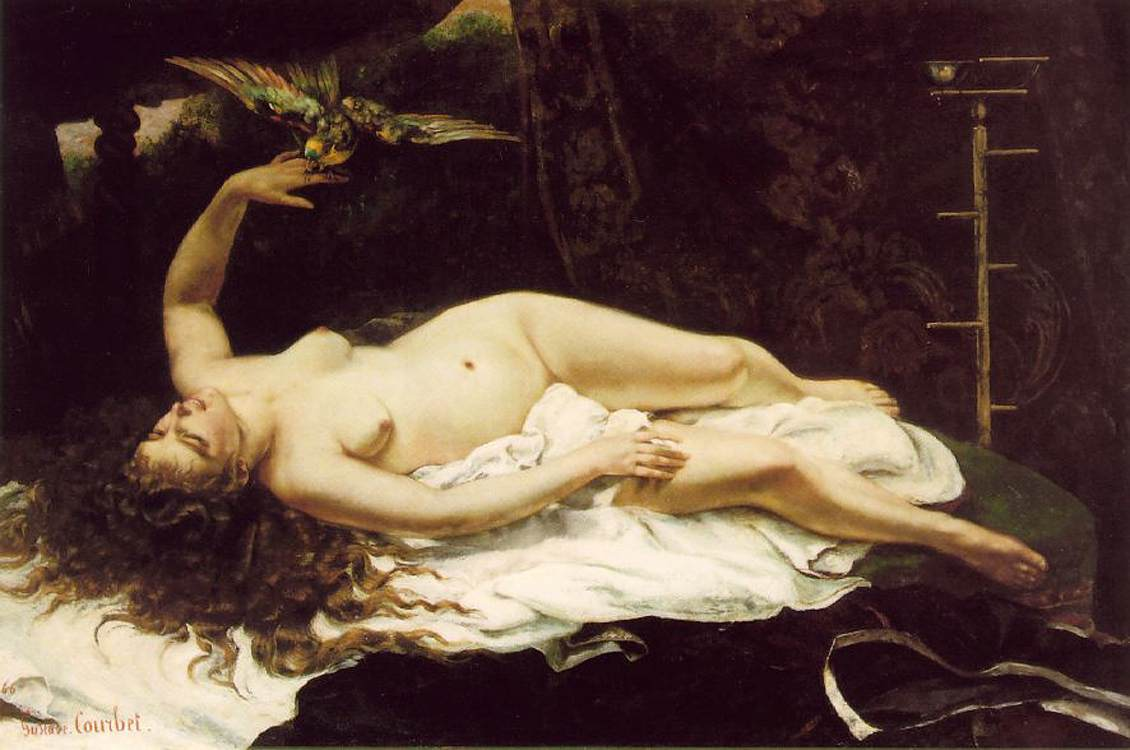
Жінка з папугою
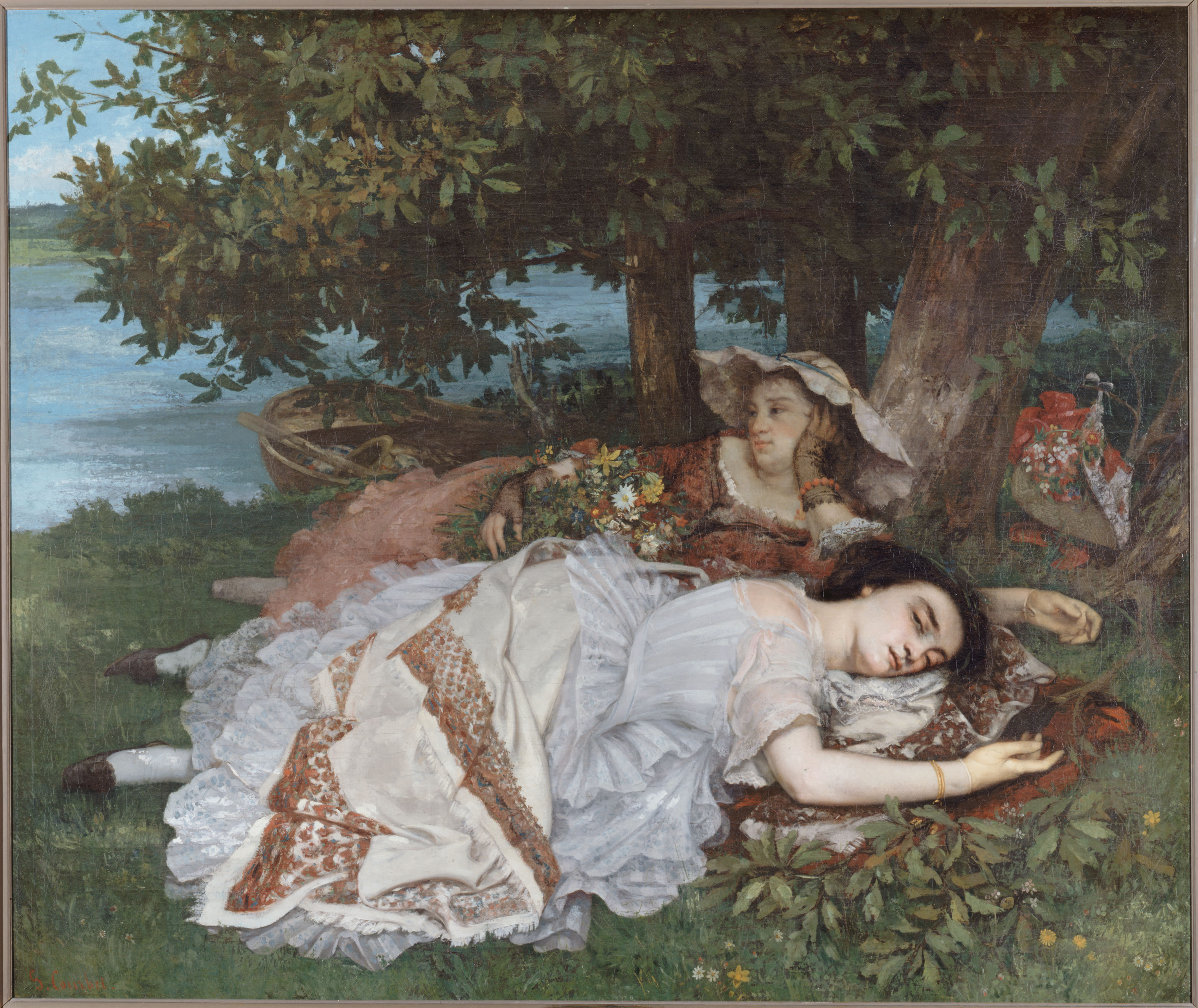
Дівчата на березі Сени (літо)
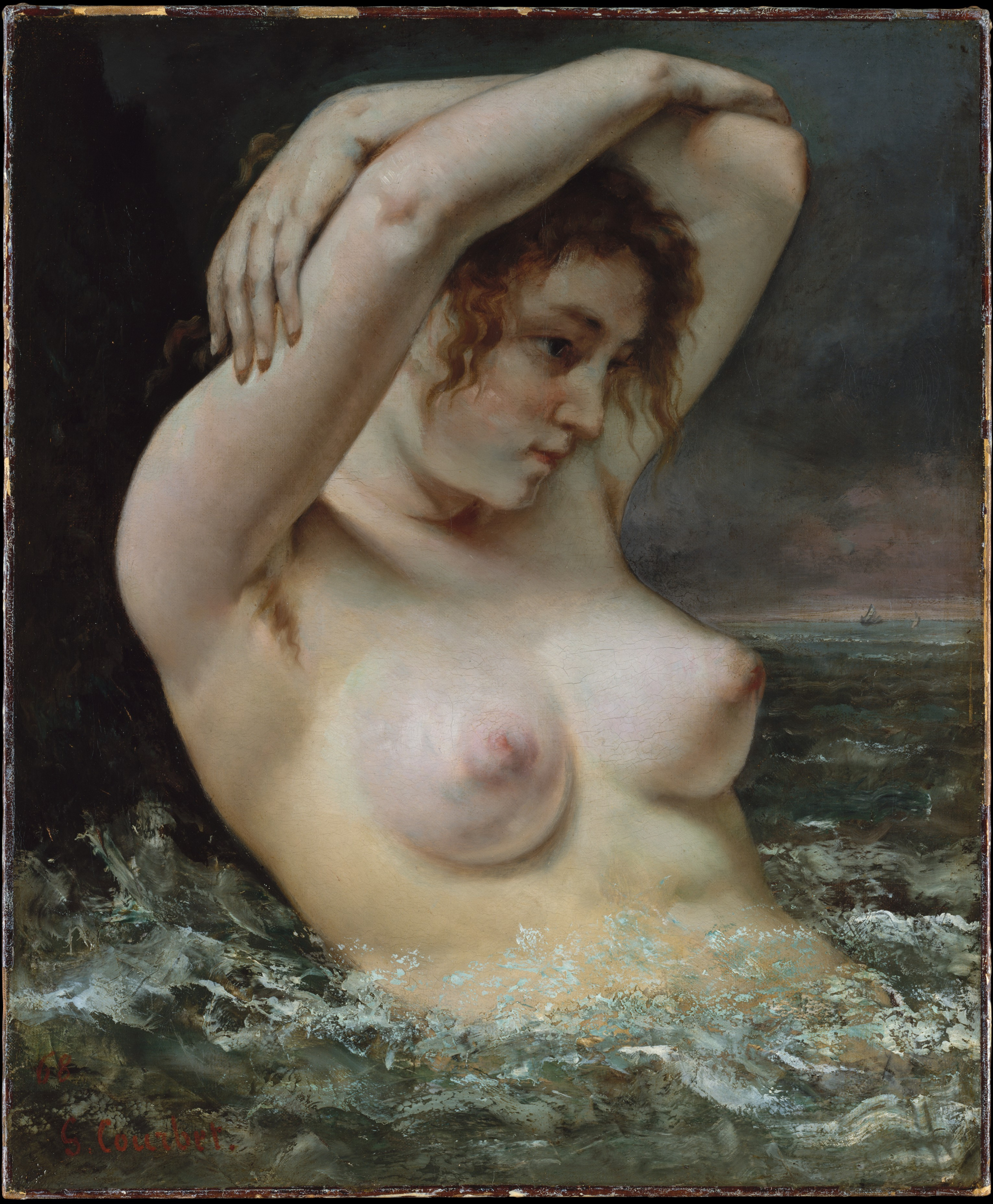
Жінка у хвилях